# Degerfors socken, Västerbotten
Degerfors socken (ibland felaktigt kallad Vindelns socken) i Västerbotten motsvarar området som sedan 1971 utgör Vindelns kommun, från 2016 inom Vindelns och Åmsele distrikt.
Socknens areal är 2 955,82 kvadratkilometer, varav 2 754,87 land. År 2000 fanns här 4 247 invånare. Tätorterna Tvärålund, Hällnäs och Granö samt tätorten och kyrkbyn Vindeln med sockenkyrkan Vindelns kyrka ligger i socknen. 

## Administrativ historik
Degerfors församling bildades 1768 genom utbrytning ur Umeå landsförsamling. Socknen var etablerad 1800. 
Vid kommunreformen 1862 överfördes ansvaret för de kyrkliga frågorna till Degerfors församling och för de borgerliga frågorna till Degerfors landskommun. Landskommunen namnändrades 1969 till Vindelns landskommun som 1971 ombildades till Vindelns kommun. Ur församlingen utbröts 1962 Åmsele församling som sedan 2006 återuppgick i denna församling. Församlingen namnändrades 1970 till Vindelns församling.
1 januari 2016 inrättades distrikten Vindeln och Åmsele, med samma omfattning som motsvarande församlingar hade 1999/2000 och fick 1962, och vari detta sockenområde ingår.
Socknen har tillhört fögderier, tingslag och domsagor enligt vad som beskrivs i artikeln Västerbotten. De indelta soldaterna tillhörde Västerbottens regemente.

## Geografi
Degerfors socken ligger vid Umeälven och Vindelälven. Socknen är en sjö- och myrrik kuperad skogstrakt som i Vittjämliden i norr når 449 meter över havet.

## Fornlämningar
Från stenåldern är drygt 35 boplatser funna. Omkring 700 fångstgropar har påträffats.

## Namnet
Namnet (1539 Degerforssa) kommer från en fors i Vindelälven. Förleden digher betyder 'stor'.

## Befolkningsutveckling
| Befolkningsutvecklingen i Degerfors socken, Västerbotten 1800–1990                                                                                    | Befolkningsutvecklingen i Degerfors socken, Västerbotten 1800–1990 | Befolkningsutvecklingen i Degerfors socken, Västerbotten 1800–1990 | Befolkningsutvecklingen i Degerfors socken, Västerbotten 1800–1990 | Befolkningsutvecklingen i Degerfors socken, Västerbotten 1800–1990 |
| --- | ------------------------------------------------------------------ | ------------------------------------------------------------------ | ------------------------------------------------------------------ | ------------------------------------------------------------------ |
| |                                                                    |                                                                    |                                                                    |                                                                    |
| År |                                                                    |                                                                    | Folkmängd                                                          |                                                                    |
| 1800 | 1800                                                               |                                                                    | 943                                                                |                                                                    |
| 1810 | 1810                                                               |                                                                    | 1 145                                                              |                                                                    |
| 1820 | 1820                                                               |                                                                    | 1 480                                                              |                                                                    |
| 1830 | 1830                                                               |                                                                    | 1 899                                                              |                                                                    |
| 1840 | 1840                                                               |                                                                    | 2 066                                                              |                                                                    |
| 1850 | 1850                                                               |                                                                    | 2 782                                                              |                                                                    |
| 1860 | 1860                                                               |                                                                    | 3 426                                                              |                                                                    |
| 1870 | 1870                                                               |                                                                    | 4 064                                                              |                                                                    |
| 1880 | 1880                                                               |                                                                    | 5 358                                                              |                                                                    |
| 1890 | 1890                                                               |                                                                    | 6 269                                                              |                                                                    |
| 1900 | 1900                                                               |                                                                    | 7 392                                                              |                                                                    |
| 1910 | 1910                                                               |                                                                    | 7 998                                                              |                                                                    |
| 1920 | 1920                                                               |                                                                    | 8 707                                                              |                                                                    |
| 1930 | 1930                                                               |                                                                    | 9 277                                                              |                                                                    |
| 1940 | 1940                                                               |                                                                    | 9 463                                                              |                                                                    |
| 1950 | 1950                                                               |                                                                    | 10 073                                                             |                                                                    |
| 1960 | 1960                                                               |                                                                    | 9 834                                                              |                                                                    |
| 1970 | 1970                                                               |                                                                    | 7 619                                                              |                                                                    |
| 1980 | 1980                                                               |                                                                    | 7 101                                                              |                                                                    |
| 1990 | 1990                                                               |                                                                    | 6 661                                                              |                                                                    |
| Anm: Tabellen inkluderar både Vindeln och Åmsele. Källor: Umeå universitet - Tabellverket 1749-1859, Demografiska databasen, CEDAR, Umeå universitet. |                                                                    |                                                                    |                                                                    |                                                                    |